# Matthias Dorfer
Matthias Dorfer (7 marzo 1993) è un biatleta tedesco.

## Biografia
In Coppa del Mondo ha esordito il 9 dicembre 2016 a Pokljuka (37º) e ha ottenuto il primo podio due giorni dopo nella medesima località (3º). In carriera non ha partecipato né a rassegne olimpiche né iridate.

## Palmarès

### Mondiali juniores
- 1 medaglia:
  - 1 oro (staffetta a Presque Isle 2014)

### Coppa del Mondo
- Miglior piazzamento in classifica generale: 91º nel 2017
- 1 podio (a squadre):
  - 1 terzo posto